# Estación de Barrio del Pilar
Barrio del Pilar es una estación de la línea 9 del Metro de Madrid situada bajo la intersección de las calles Ginzo de Limia y Melchor Fernández Almagro, en el madrileño barrio homónimo en el distrito (Fuencarral-El Pardo). La estación da servicio al centro comercial La Vaguada, situado a 220 m de la estación.

## Historia
La estación se inauguró el 3 de junio de 1983 con el primer tramo norte de la línea, denominada entonces 9B o 9N, pasando a ser la estación de la línea 9 el 24 de febrero de 1986.

## Accesos
Vestíbulo Plaza de Mondariz
- Ginzo de Limia (impares) C/ Ginzo de Limia, 29 (esquina Pza. Mondariz). Para Centro Comercial
- Ginzo de Limia (pares) C/ Ginzo de Limia, 38

Vestíbulo Melchor Fernández Almagro
- Ginzo de Limia, pares C/ Ginzo de Limia, 2. Para Hospital Carlos III
- Melchor Fernández Almagro C/ Ginzo de Limia, 11 (semiesquina C/ Melchor Fernández Almagro)

## Líneas y conexiones

### Metro

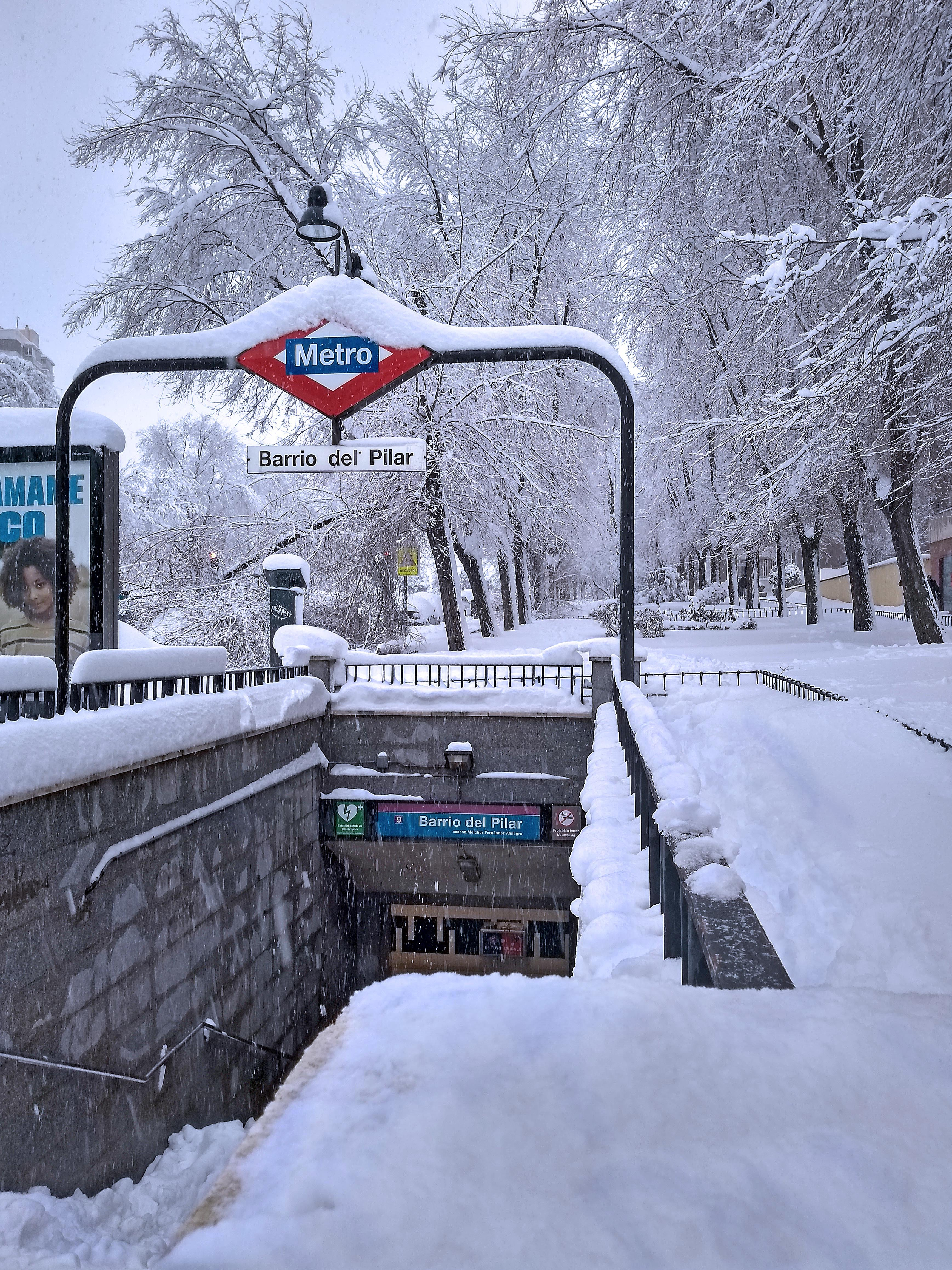
Acceso en C/ Ginzo de Limia, 11.

| << cabecera   | < estación   | línea | estación > | cabecera >>                                         |
| ------------- | ------------ | ----- | ---------- | --------------------------------------------------- |
| Paco de Lucía | Herrera Oria |       | Ventilla   | Arganda del Rey Cambio de tren en Puerta de Arganda |

### Autobuses
| Diurnos   |                            |                                                            |
| Línea     | Destino                    | Parada                                                     |
| 49        | Plaza de Castilla          | 93 LA VAGUADA                                              |
| 83        | Moncloa                    | 93 LA VAGUADA                                              |
| 132       | Moncloa                    | 93 LA VAGUADA                                              |
| 137       | Puerta de Hierro           | 93 LA VAGUADA                                              |
| 179       | El Pardo                   | 93 LA VAGUADA                                              |
| 49        | Pitis                      | 1368 MONFORTE DE LEMOS-LA VAGUADA                          |
| 83        | Barrio de la Paz           | 1368 MONFORTE DE LEMOS-LA VAGUADA                          |
| 132       | Hospital La Paz            | 1368 MONFORTE DE LEMOS-LA VAGUADA                          |
| 137       | Fuencarral                 | 1368 MONFORTE DE LEMOS-LA VAGUADA                          |
| 179       | Plaza de Castilla          | 1368 MONFORTE DE LEMOS-LA VAGUADA                          |
| 128       | Glorieta de Cuatro Caminos | 1369 BARRIO DEL PILAR (La Vaguada)                         |
| 134       | Montecarmelo               | 1544 GINZO DE LIMIA-LA VAGUADA                             |
| 147       | Plaza del Callao           | 1778 METRO BARRIO DEL PILAR (C/ Ginzo de Limia, 4)         |
| 147       | Barrio del Pilar           | 1780 METRO BARRIO DEL PILAR (C/ Melchor Fdez. Almagro, 42) |
| 134       | Plaza de Castilla          | 3392 MONFORTE DE LEMOS-FINISTERRE                          |
| Nocturnos |                            |                                                            |
| Línea     | Destino                    | Parada                                                     |
| N22       | Plaza de Cibeles           | 93 LA VAGUADA                                              |
| N22       | Barrio de La Paz           | 1368 MONFORTE DE LEMOS-LA VAGUADA                          |
| N23       | Plaza de Cibeles           | 1778 METRO BARRIO DEL PILAR (C/ Ginzo de Limia, 4)         |
| N23       | Montecarmelo               | 5213 METRO GINZO DE LIMIA (C/ Ginzo de Limia, 22)          |